# DECR1
DECR1 (англ. 2,4-dienoyl-CoA reductase 1) – білок, який кодується однойменним геном, розташованим у людей на короткому плечі 8-ї хромосоми.  Довжина поліпептидного ланцюга білка становить 335 амінокислот, а молекулярна маса — 36 068.
| 10         |  | 20         |  | 30         |  | 40         |  | 50         |
| ---------- |  | ---------- |  | ---------- |  | ---------- |  | ---------- |
| MKLPARVFFT |  | LGSRLPCGLA |  | PRRFFSYGTK |  | ILYQNTEALQ |  | SKFFSPLQKA |
| MLPPNSFQGK |  | VAFITGGGTG |  | LGKGMTTLLS |  | SLGAQCVIAS |  | RKMDVLKATA |
| EQISSQTGNK |  | VHAIQCDVRD |  | PDMVQNTVSE |  | LIKVAGHPNI |  | VINNAAGNFI |
| SPTERLSPNA |  | WKTITDIVLN |  | GTAFVTLEIG |  | KQLIKAQKGA |  | AFLSITTIYA |
| ETGSGFVVPS |  | ASAKAGVEAM |  | SKSLAAEWGK |  | YGMRFNVIQP |  | GPIKTKGAFS |
| RLDPTGTFEK |  | EMIGRIPCGR |  | LGTVEELANL |  | AAFLCSDYAS |  | WINGAVIKFD |
| GGEEVLISGE |  | FNDLRKVTKE |  | QWDTIEELIR |  | KTKGS      |  |            |

A: Аланін

C: Цистеїн

D: Аспарагінова кислота

E: Глутамінова кислота

F: Фенілаланін

G: Гліцин

H: Гістидин

I: Ізолейцин

K: Лізин

L: Лейцин

M: Метіонін

N: Аспарагін

P: Пролін

Q: Глутамін

R: Аргінін

S: Серин

T: Треонін

V: Валін

W: Триптофан

Кодований геном білок за функцією належить до оксидоредуктаз. 
Задіяний у таких біологічних процесах як метаболізм жирних кислот, метаболізм ліпідів. 
Білок має сайт для зв'язування з НАДФ. 
Локалізований у мітохондрії.